# Matamoros (municipi)
Matamoros és un municipi a l'estat de Tamaulipas. Matamoros és el cap de municipi i principal centre de població d'aquesta municipalitat. Aquest municipi és a la part sud de l'estat de Tamaulipas. Limita al nord amb Texas, al sud amb San Fernando, a l'oest amb Valle Hermoso i a l'est amb Golf de Mèxic.